# Astronaut
Astronaut (grčki: ἄστρον, astron – "zvijezda" + grčki: ναύτης, nautēs – "mornar") ili kozmonaut (rus. космона́вт) je osoba obučena, u programu leta u svemir, za zapovijedanje, upravljanje, ili služenje kao član posade na svemirskoj letjelici.
Iako se izraz uglavnom koristi za profesionalne letače u svemir, ponekad se koristi za bilo koga tko putuje u svemir, uključujući znanstvenike, političare, novinare i turiste.
Kineski astronauti nazivaju se taikonauti.

## Astronauti
- Arnaldo Tamayo Méndez, kubanski astronaut